# Archivo Pinto mi raya
El Archivo Pinto mi raya es el proyecto de archivo de Pinto mi raya, fundado por Mónica Mayer y Víctor Lerma en 1991 especializado en arte contemporáneo de México.

## Acervo
El archivo se dedica a reunir, catalogar, preservar y difundir publicaciones, entrevistas, noticias (más de 200,000) y críticas (más de 40,000) relacionadas sobre arte contemporáneo que se encuentran en distintos periódicos como El Universal, Unomásuno, La Jornada, El Financiero, Excélsior y El Sol de México y en blogs.[cita requerida]

## Compendios
En el 2011 se publicó un compendio llamado Archivo Activo, que recopila más de 11 textos sobre mujeres artistas, arte, feminismo, performance, instalación, arquitectura, arte digital, fotografía y educación en las artes. Posteriormente se publicó Políticas culturales y broncas institucionales. Asimismo, tiene una publicación periódica llamada Raya. Crítica y debate en las artes visuales.